# Jake Holmes
Jake Holmes (San Francisco, 28 dicembre 1939) è un cantautore e chitarrista statunitense.

## Biografia
La carriera di Jake Holmes ebbe inizio nei primi anni sessanta quando si esibiva assieme a sua moglie Kate, sotto il nome
di Allen & Grier, in parodie folk revival; in seguito lavorò nel gruppo folk-rock del cantautore Tim Rose.
La notorietà di Holmes è direttamente legata per essere stato l'autore del brano Dazed and Confused che fu uno dei brani inseriti nel suo album di debutto "The Above Ground Sound" of Jake Holmes del 1967 e che in seguito venne ripreso, anche
se non accreditato ad Holmes, sia dagli Yardbirds (1968), sia, soprattutto, dai Led Zeppelin nel loro omonimo primo album (del 1969). Solo dopo alcuni decenni venne riconosciuta la violazione del copyright da un tribunale americano: questo fatto mise
in oscurità il valore del primo album di Holmes.
Il suo secondo album A Letter to Katherine December anche se meno brillante del primo è da considerarsi un altro ottimo disco sempre supportato dalla chitarra di Teddy Irwin e da altri session men, mentre i successivi album, pur ottimamente eseguiti appaiono più anonimi e dal suono orientato sul country, la sua attività in seguito fu prettamente quella di autore per altri artisti.

## Discografia
- 1967 - "The Above Ground Sound" of Jake Holmes (Tower Records)
- 1968 - A Letter to Katherine December (Tower Records)
- 1969 - Jake Holmes (Polydor Records)
- 1970 - So Close, So Very Far to Go (Polydor Records)
- 1972 - How Much Time (Columbia Records)
- 2001 - Dangerous Times (Izza Records)